# Finley (groupe)
Pour les articles homonymes, voir Finley.
Finley est un groupe de pop punk italien, originaire de Legnano, en Lombardie. Le groupe est formé en 2002, et se compose de quatre jeunes. Le nom du groupe est dérivé de celui de Michael Finley, joueur de la NBA. Les Finley sont maintenant l'un des groupes les plus populaires de la scène musicale en Italie.
En 2006, ils sont récompensés du prix du meilleur groupe italien aux MTV Europe Music Awards à Copenhague, en battant les grands noms de la musique italienne, tels que Lacuna Coil, Tiziano Ferro, Jovanotti et Mondo Marcio.

## Biographie

### Débuts (2002–2004)
Finley est formé en 2002 à Legnano sous le nom de Junkies. Le groupe comprend à cette période des amis qui partagent une même passion musicale. Pedro, Ka, Dani et Ste décident de former un groupe et de commencer immédiatement l'écriture de chansons. Ils enregistrent un premier EP intitulé Simply a Demo en 2002 et commencent à jouer dans quelques petits concerts à Legnano. En 2003, le groupe change de Junkies à Finley, dérivé du nom de Michael Finley, joueur de la NBA, à cette période la star des Mavericks de Dallas. Cette même année sort un clip de Make Up Your own Mind, réalisé par leur ami Marco Lamanna.

### Tutto è possibile(2005–2006)
Grâce au premier single Make Up Your own Mind, qui est significativement diffusé à la radio en Italie, ils jouent avec d'autres artistes et groupes comme Jovanotti et 883. Finley ouvrira même pour Max Pezzali lors de concert à Milan et Rome, devant 20 000 spectateurs.
En 2005, Claudio Cecchetto produit le premier single de Finley, Tutto è possibile. Le single est diffusé en novembre 2005 sur MTV Italie.
Plus tard, le groupe signe un contrat avec EMI/Capitol Italie et publie son premier album studio, Tutto è possibile, enregistré et mixé par leur ami et producteur Daniele Persoglio, et publié le 31 mars 2006. Le groupe entame ensuite une tournée en soutien à l'album grâce à laquelle il accroit sa popularité.
En été, Finley publie le second single, Diventerai Una Star qui, grâce à l'album, atteint les classements italiens et est certifié disque de platine avec de 80 000 exemplaires vendus. Ce succès les mène à de grandes représentations comme au Coca Cola live@Mtv, où le groupe ouvre pour la chanteuse Pink et au Heineken Jammin Festival avec Depeche Mode et Morrisey. Pendant une session d'enregistrement, ils font la rencontre de Mondo Marcio, un rappeur italien qui a récemment publié son premier album à cette période. Finley enregistre une version rock de son single à succès Dentro Alla scatola.
Le 27 novembre 2006, ils sont récompensés du prix du meilleur groupe italien aux MTV Europe Music Awards à Copenhague, en battant les grands noms de la musique italienne, tels que Lacuna Coil, Tiziano Ferro, Jovanotti et Mondo Marcio. Leur tournée se fait à guichet fermé et deux nouveaux singles, Sole di settembre et Fumo e cenere, sont publiés en hiver. Finley tourne sans arrêt, et effectue plus de 100 shows en 2006.

### Adrenalina(2007–2008)
Pendant les premiers mois de 2007, le groupe se consacre à l'écriture d'un nouvel album, Adrenalina. L'album, produit par Claudio Cecchetto et EMI/Capitol, est enregistré et mixé par Michele Canova (Tiziano Ferro et Eros Ramazzotti). Adrenalina est publié le 15 juin 2007, et se classe deuxième en Italie, propulsé par le single homonyme.
En été, de nouvelles tournées se font, cette fois dans les plus grands festivals européens. Ils jouent aux festivals Rock am Ring et Rock im Park en Allemagne partageant la scène avec Korn, Velvet Revolver, Good Charlotte, Paolo Nutini et The Kooks à Hyde Park, Londres, au Wireless Festival avec The White Stripes, Air, Queens of the Stone Age, et en Suède au Pier Pressure avec My Chemical Romance et Avril Lavigne. MTV Italie suivra le groupe dans cette tournée  afin de créer un documentaire que la chaine diffusera dans les semaines à venir. À la fin de l'année, ils jouent au MTV Day organisé à Rome devant plus de 70 000 spectateurs.
Le second single de Adrenalina, intitulé Domani, est publié en octobre et l'album est certifié disque d'or. En 2008, Finley est appelé à se joindre au Sanremo Music Festival avec la chanson Ricordi. La version en anglais de la chanson, intitulée Your Hero, est enregistrée par la chanteuse Belinda, nommée en 2004 aux Billboard Latin Music Awards et en 2005 aux MTV Video Music Awards Latin America. Pendant ce festival de sept jours, le groupe publie Adrenalina 2, une version longue de Adrenalina. Adrenalina atteint d'ailleurs le statut de disque de platine et une nouvelle tournée suit en 2008. En automne, Finley est de nouveau nommé aux MTV Europe Music Awards et remporte une deuxième fois le prix du meilleur groupe italien.

### Band at WorketFuori(2009–2011)
Finley est désormais reconnu comme pionniers du genre rock italien. Pendant l'enregistrement d'un troisième album, le groupe décide d'expérimenter de nouveaux sons et de faire appel au producteur et ami Daniele Persoglio. Finley revient en studio et publie, après quelques mois, un nouvel EP, Band at Work dont le premier single Gruppo Randa sera popularisé. Gruppo Randa deviendra un symbole, voir un hymne pour les fans du groupe, une philosophie de la vie.
Leur troisième album, Fuori!, est publié le 30 mars 2010 avec Claudio Cecchetto, Pierpaolo Peroni et EMI/Capitol Records, enregistré et arrangé par Marco Barusso et Daniele Persoglio et mixé paer Marco Barusso. L'album débute neuvième des classements en Italie et un clip de cinq chansons est réalisé. Les cinq chansons sont Fuori!, Un'altra come te, Il tempo di un minuto, In orbita et Meglio di noi non c'è niente.  En septembre, le groupe réinterprètera la bande-son de Camp Rock 2: The Final Jam avec la chanson Per la vita che verrà, version italienne de I Wouldn't Change a Thing chantée par Demi Lovato et Joe Jonas.
En 2011, Finley prend part à la bande-son du film Rio, avec la chanson Carnevale. En décembre la même année, ils décident de faire une pause du studio et décrire un quatrième album sans pression.

### Gruppo Randa (depuis 2012)
2012 est l'année de la révolution pour Finley : ils assistent à la venue du batteur Ivan. Le 29 mai 2012, le groupe publie Fuoco e fiamme, son quatrième album, le premier à leur propre label Gruppo Randa Records. Il débute premier des classements indépendants FIMI/Nielsen. En 2013, Finley écrit trois chansons pour Lego Legends of Chima, une série d'animation. Les chansons sont Unleash the Power, Day of Glory et Horizon.
En 2016, le groupe fait ses débuts dans l'émission Calciomercato - L'originale sur Sky Sport 1, avec Alessandro Bonan, et sur Gol Collection sur TV8. La même année sort le single Il mondo, une reprise de Jimmy Fontana. Le 31 mars 2017, ils publient le single La fine del mondo, qui anticipe leur nouvel album à paraitre chez Sony Music.

## Membres

### Membres actuels
- Marco Pedretti (Pedro) - chant (depuis 2002)
- Carmine Ruggiero (Ka) - guitare, chœurs (depuis 2002)
- Danilo Calvio (Dani) - batterie, chœurs (depuis 2002)
- Ivan Moro (Ivan) -  basse, chœurs (depuis 2011)

### Anciens membres
- Stefano Mantegazza (Ste) - basse, chœurs (2002–2010)